# The Butterflies of Love
The Butterflies of Love , nati negli anni 90 come The Silver Bug sono un gruppo musicale pop statunitense, originari di New Haven, nel Connecticut.

## Componenti
- Jason Mills, chitarra
- Peter Jackson Whitney, basso
- Neil O'Brien, batteria
- Jeffrey Greene, voce e chitarra
- Daniel Greene, voce e chitarra
- Scott Amore, tastiere

## Discografia

### Singles/EPs
- Rob a Bank (1996)
- Wild (1997)
- It's Different Now (1998)
- Wintertime Queen (2000)
- Close to Death (2001)
- The Mutation (2002)
- Dream Driver (2002)
- Homesleep Singles Club 8 (2003)
- Orbit Around You (2005)

### Album
- America's Newest Hitmakers (1996)
- How to Know The Butterflies of Love (1999)
- The New Patient (2002)
- Famous Problems (2007)